# 中国汽车技术研究中心
中国汽车技术研究中心（英语：China Automotive Technology & Research Center，缩写：CATARC），简称中汽中心，是隶属于国务院国有资产监督管理委员会下的汽车行业技术归口单位和为国家政府主管部门制定汽车产业规划的技术支撑机构。是以协助政府建立健全汽车行业标准与技术法规、产品认证检测、质量体系认证、行业规划与政策研究、信息服务与软科学研究为主要工作的科研型企业，中汽中心也是C-NCAP的管理机构。

## 历史
中国汽车技术研究中心的发展历程是伴随着中国大陆的经济政策由计划经济向市场经济的转型之下完成的。1982年，中国汽车工业公司成立，时任中国汽车工业公司董事长的饶斌等人认为，作为中国汽车行业的主管部门其旗下还应建立一个技术单位，为中国的汽车行业提供服务，通过服务来达到统一管理的目的。1983年12月，国家科委批准成立中国汽车技术研究中心，隶属于中国汽车工业公司并定位中汽中心为公益性科研院所。1985年5月25日，中国汽车技术研究中心在天津奠基。1994年5月，随着国务院机构改革的进行，中国汽车技术研究中心划归机械工业部管理。1999年7月，中央部属科研院所转制为企业，中汽中心未能转制为独立中央企业，而再次划归中国汽车工业总公司，并于2000年7月完成工商注册，自此中汽中心转制为科技型企业。在此期间，中汽中心服务于行业的公正性受到质疑，加之经费不足导致人才流失严重等问题，中汽中心的发展面临巨大困难。2003年，划归国务院国有资产监督管理委员会管理。

## 分支机构
中国汽车技术研究中心成立之初，只有规划设计院、检测所、产品所、情报所、标准所共一院四所。 中国汽车技术研究中心按照其服务方向设立如下分支机构和控股公司。

### 下属机构
- 汽车标准化研究所
- 汽车试验研究所
- 汽车工业规划设计研究院
- 汽车技术情报研究所
- 质量体系认证中心
- C-NCAP管理中心
- 北京卡达克科技中心
- 上海卡达克汽车技术中心
- 汉阳专用汽车研究所
- 数据资源中心
- 北京中机车辆司法鉴定所
- 汽车工程研究院
- 天津卡达克汽车高新技术公司

### 控股公司
- 中机车辆技术服务中心
- 天津清源电动车辆有限责任公司
- 天津天风汽车内饰件有限公司
- 天津索克汽车试验有限公司
- 上海卡耐新能源有限公司
- 盐城国际汽车试验场[6][7]

## 新院区
中国汽车技术研究中心于2009年5月开始位于天津市东丽经济开发区内的新院区建设，总用地面积298326m2，预计将于2012年5月25日建成投入使用。院区内主要建设项目有：
- 汽车技术大厦
  - 行政中心
  - 汽车标准化研究所
  - 汽车工业规划设计研究院
  - 质量体系认证中心
  - 汽车技术情报研究所
  - 汽车工程研究院
  - 博士后工作站
  - C-NCAP管理中心
- 电磁电器试验室
  - 10m法电磁兼容试验室
- 发动机综合试验室
  - 重型车辆整车
  - 发动机排放试验室
  - 轻型车发动机排放试验室
- 汽车安全碰撞试验室
- 整车排放试验室
  - 重型车辆排放与油耗转毂试验室
  - 轻型车排放与油耗转毂试验室
  - 环境试验室
- 中试车间
- 轻型车耐久试验室
- 新能源试验室
  - 清洁能源发动机试验室
  - 整车排放与油耗转毂试验
- NVH噪声试验室
- 能源中心
- 零部件试验室[8][9]

## C-NCAP

### 建立背景
世界各国对汽车上市都有强制性的碰撞安全标准和检验，但这些规定仅要求了汽车产品碰撞安全性能的最低限度。这会使汽车制造厂商会针对部分法规标准低的国家生产出低端配置的改款汽车。在美国、欧洲、澳大利亚、日本等国家和地区都采用了新车评价规程，其操作方法是经由权威机构或行业组织定期对汽车市场中的新车进行比政府制定的安全法规更严格的碰撞试验。

2006年，中国汽车技术研究中心建立了中国新车评价规程（C-NCAP）。中国汽车技术研究中心借鉴其他各国NCAP的发展经验，结合中国汽车国家标准、汽车技术水平、道路交通条件以及事故分析而建立了一套完整的试验和评价方法。

### 争议
2008年6月21日，中国中央电视台财经频道的经济半小时栏目播出了一期名为《C-NCAP真相》的节目。该期节目的基调暗示C-NCAP是一个收钱评星级的机构，质疑了其作为汽车安全性星级评定的公正性。但节目播出后，亦有对该期节目报道公正性的质疑声音发出。节目中透露出对C-NCAP的质疑与对该期节目的反对观点如下：
| 《C-NCAP真相》节目对C-NCAP的质疑 | 对《C-NCAP真相》节目的质疑 |
| --- | --- |
| 企业申请碰撞测试后，须支付给测试方费用。碰撞过后的样车也须由企业购回，如需获得碰撞测试的数据需支付一定费用才可。既然从汽车生产方得到了费用，结论的公正性何来？                                                                               | 国家技术监督局和其他国有检测机构都会提供有偿服务，而将碰撞数据报告卖回汽车制造商对制造商就该车型的碰撞安全性作改进设计是相当重要的。                                                                           |
| 据央视记者调查，一款车型在C-NCAP的正面碰撞测试中，胸部得分为零。对此该节目认为该款车在碰撞时对驾驶员心脏的保护性能为零，驾驶员心脏会受到致命损伤，为何该款车型的最终评级却是三星？                                                           | C-NCAP是许多分项的综合评分，某项得分为零不代表总得分必为零。这里该节目对于评判标准与实际伤害程度关系产生了误读，评价规程的0分不代表碰撞会使乘员的人身死亡。                                                    |
| 质疑C-NCAP评价体系不是国家标准或行业标准，而是由C-NCAP管理中心自订，其权威性何来？国家指定一个绝对中立的公益性机构，利用国家划拨的经费买车，通过碰撞试验，给车型打分，这样确定下来的汽车的安全星级评价标准才可以被汽车行业公认为是最权威的。 | 一个标准能成为被行业广泛认可的权威标准，并不取决于是否由政府发布，标准本身的水平与口碑才是其核心。在国际上，一个广泛被认可的标准往往是来自于由非营利组织制定的标准或企业标准，就其内容也往往比政府标准要严格。 |
| 在报道中，记者采访到了作为职业赛车手的韩寒，他称C-NCAP为“自己制定游戏规则，自己玩游戏”，并配以“韩寒发力质疑C-NCAP”的画外音 | 实际上，节目中韩寒所表达的观点都是在其对C-NCAP的组织运行和评价体系均不了解的前提下所说的，这一点在他表达观点之前已经透露。                                                                                     |

这期节目的反对者认为，由CCTV制作的该期节目，在制作手法上使用了带有色眼镜甚至是引导性的采访方式，而不是客观地反映事实问题，节目当中所采访到的嘉宾所表达的观点并非通过逻辑推理而得，而是一些主观、武断的观点。反对者认为，该期节目在质疑目标上产生了错误，应该质疑C-NCAP的测试车型配置选择问题。